# 沃尔塔焦
沃尔塔焦（義大利語：Voltaggio），是意大利亚历山德里亚省的一个市镇。总面积51.33平方公里，人口774人，人口密度15.1人/平方公里（2009年）。ISTAT代码为006190。